# 现子埠遗址
现子埠遗址，位于山东省青岛市即墨区田横岛现子埠村，是中华人民共和国山东省文物保护单位之一。
2006年12月7日，授予山东省文物保护单位，是一座古遗址。